# І що тепер? (Доктор Хаус)
«І що тепер?» — перша серія сьомого сезону американського телесеріалу «Доктор Хаус» (англ. «Now What?»). Прем'єра епізоду відбулася 20 вересня 2010 року на каналі FOX. Хаус і Кадді намагаються дати раду своїм стосункам.

## Сюжет
Після фіналу минулого сезону, де Хаус і Кадді визнали, що мали почуття один до одного, у першій серії сьомого сезону йдеться про дослідження героями наслідків цих почуттів і вони намагаються зробити стосунки можливими. Вілсон, який турбується про Хауса,  який не з'являвся на роботу, приходить до його квартири, стукає в двері і дзвонить йому на телефон. Кадді просить Хауса впустити його, але той вдає, що його немає вдома, і Вілсон, зрештою, йде. Пізніше Вілсон повертається і потрапляє в квартиру через кухонне вікно Хауса. Вілсон стурбований тим, що він може змарнувати рік, вільний від наркотиків. Хаус каже йому, що причина, чому він ігнорує його, у тому, що він проводить час зі своєю подругою, Кадді. Вілсон не вірить йому і думає, що Хаус повернувся до вікодину, але переконується, що це не так після перевірки його кров'яного тиску та зіниць. Провівши день разом, Хаус говорить Кадді, що він знає, що стосунки не запрацюють. Проте, урешті-решт, він говорить їй вперше, що любить її і Кадді, зрештою, йде.
У той же час, доктор Річардсон, нейрохірург лікарні, йде додому через сильну нудоту. Без нейрохірурга акредитація лікарні як Травматичного Центру першого рівня була під загрозою. Хаус не хоче щоб Кадді знала, що доктор Річардсон хворий, тому що це означає, що вони не зможуть провести вихідний день разом, так що він просить Чейза, щоб той піклувався про нього. Чейз і Тринадцята лікують його від харчового отруєння, знаючи що ліки, які вони дали доктору Річардсону можуть мати серйозні побічні ефекти. Дійсно, після ліків доктор Річардсон каже, що все блискуче, весь час намагається роздягнутись, бігає навколо лікарні. Команда вважає, що це побічні ефекти ліків і чекають, що його «відпустить». Проте цього не відбувається, і команда зараховує це як симптоми поряд із сильною нудотою. Річардсон зізнається, що нещодавно ходив на фестиваль морепродуктів і їв ікру. Тринадцята розуміє що жаб'ячі яйця можуть викликати нудоту і одурманити чоловіка. Доктору Річардсону дають швидкодіючий антидот і він скоро проходить до тями й може функціонувати як нейрохірург.
Тим часом команда дізнається, що Тринадцята планує поїхати в Рим для дослідження хвороби Хантінгтона. В кінці епізоду Форман телефонує у лікарню в Римі, і йому відповіли, що ніколи не чули про Тринадцяту. Однак, на той час, коли він дізнався про це, вона вже вийшла з лікарні і вимкнула телефон.